# Торнау Федір Федорович
Торнау Федір Федорович (1810—1890) — російський офіцер, дипломат, письменник, розвідник, учасник Кавказької війни, автор документальних літературних творів: «Спогади кавказького офіцера», «Спогади про кампанії 1829 року у європейській Туреччині», «Від Відня до Карлсбада» та інших. Твори Торнау є важливим і достовірним джерелом з історії Росії XIX століття, від Російсько-турецької війни 1828-29 років до подій пореформеної епохи. Відомості про Торнау є в «Енциклопедичному словнику» Ф. Брокгауза та Ефрона (т. 33-а, 1901, с.639), в журналі «Русская старина» (1890, книга сьома), в книзі Д. Д. Язикова «Огляд життя і праць російських письменників і письменниць» (вип. 10, М., 1907, с. 76).